# Pontey
Pontey é uma comuna italiana da região do Vale de Aosta com cerca de 708 habitantes. Estende-se por uma área de 15 km², tendo uma densidade populacional de 47 hab/km². Faz fronteira com Chambave, Champdepraz, Châtillon, Saint-Denis.

## Demografia
| Variação demográfica do município entre 1861 e 2011                               |
|                                                                                   |
| Fonte: Istituto Nazionale di Statistica (ISTAT) - Elaboração gráfica da Wikipedia |